# Giuliano Vettorato
Giuliano Vettorato (* 18. August 1973 in Bozen) ist ein italienischer Politiker.

## Biographie
Vettorato ist beruflich als Manager in der Privatwirtschaft tätig. 2010 wurde er erstmals für die Lega Nord in den Gemeinderat von Leifers gewählt; nach seiner Wiederwahl 2015 übernahm er als Stadtrat die Ressorts Umwelt, Energie und Sport. Bei den Landtagswahlen 2018 konnte Vettorato mit 3001 Vorzugsstimmen ein Mandat für den Südtiroler Landtag und damit gleichzeitig den Regionalrat Trentino-Südtirol erringen. In der Folge wurde er in die Südtiroler Landesregierung gewählt, in der er als zweiter Landeshauptmannstellvertreter fungierte und im Kabinett Kompatscher II die Ressorts Italienische Bildung, Italienische Kultur, Energie und Umwelt betreute. Bei den Landtagswahlen 2023 verpasste er mit 1646 Vorzugsstimmen die Wiederwahl.